# نرمین کمال
نرمین کمال (به ترکی آذربایجانی: Nərmin Kamal) مقاله‌نویس و رمان‌نویس آذربایجانی که در سال ۱۹۸۱ در باکو متولد شد، موقعی که وی ۹ ساله بود، شوروی سابق منحل شد. وی یکی از متمایزترین رمان‌نویسان آذربایجانی می‌باشد، که رمان معروف خود به نام "It's Me" را در ۲۰۱۰ میلادی در باکو منتشر کرد. رمان وی یک رمان تجربی می‌باشد که علاوه بر تحسین منتقدان، دو جایزه محلی در جمهوری آذربایجان، جایزه عمادالدین نسیمی و جایزه داستان‌نویس جوان، رادیو آزادی را به دست آورد. اشعار و مقالات نرمین کمال به عنوان یک روزنامه‌نگار در روزنامه‌ها، مجلات و سالنامه‌های مختلف، از سال ۱۹۹۸ به زبان‌های ترکی آذربایجانی، ترکی استانبولی، انگلیسی، روسی، ارمنی، آلمانی، فرانسوی چاپ و منتشر شده‌است؛ و در سال ۲۰۰۸ یکی از ۱۲ نویسنده اروپایی به مرحله نهایی راه‌یافته در جشنواره "young.euro.connect" آلمان بود. و در مسابقات مقاله‌نویسی که از طرف سفارت بریتانیا در باکو تحت عنوان «زندگی و افکار یک زن در جمهوری آذربایجان» برگزار شد، نفر اول برگزیده‌شد. وی ترجمه آثار بزرگان و مشاهیر قرن ۲۰اُم از زبان انگلیسی به زبان ترکی آذربایجانی را انجام داده‌است. نرمین کمال در حاضر در لندن سکونت دارد.